# Disporella smitti
Disporella smitti är en mossdjursart som först beskrevs av Calvet 1906.  Disporella smitti ingår i släktet Disporella och familjen Lichenoporidae. Inga underarter finns listade i Catalogue of Life.